# 15412 Schaefer
15412 Schaefer è un asteroide della fascia principale. Scoperto nel 1998, presenta un'orbita caratterizzata da un semiasse maggiore pari a 3,1764739 UA e da un'eccentricità di 0,1907104, inclinata di 2,88722° rispetto all'eclittica.